# Auerbach (Basse-Bavière)
Pour les articles homonymes, voir Auerbach.
Auerbach est une commune de Bavière (Allemagne), située dans l'arrondissement de Deggendorf, dans le district de Basse-Bavière.